# 1914年至1915年香港甲組足球聯賽
1914–15年香港甲組足球聯賽（英語：Hong Kong First Division Football League），是第7屆香港甲組足球聯賽，本屆聯賽共有4隊參賽球隊，冠軍是砲兵，他們第3次贏得港甲冠軍。

## 外部連結
- 香港足球總會官網（页面存档备份，存于）
- 香港甲組足球聯賽 歷屆冠軍（页面存档备份，存于）